# コンコード哲学学校

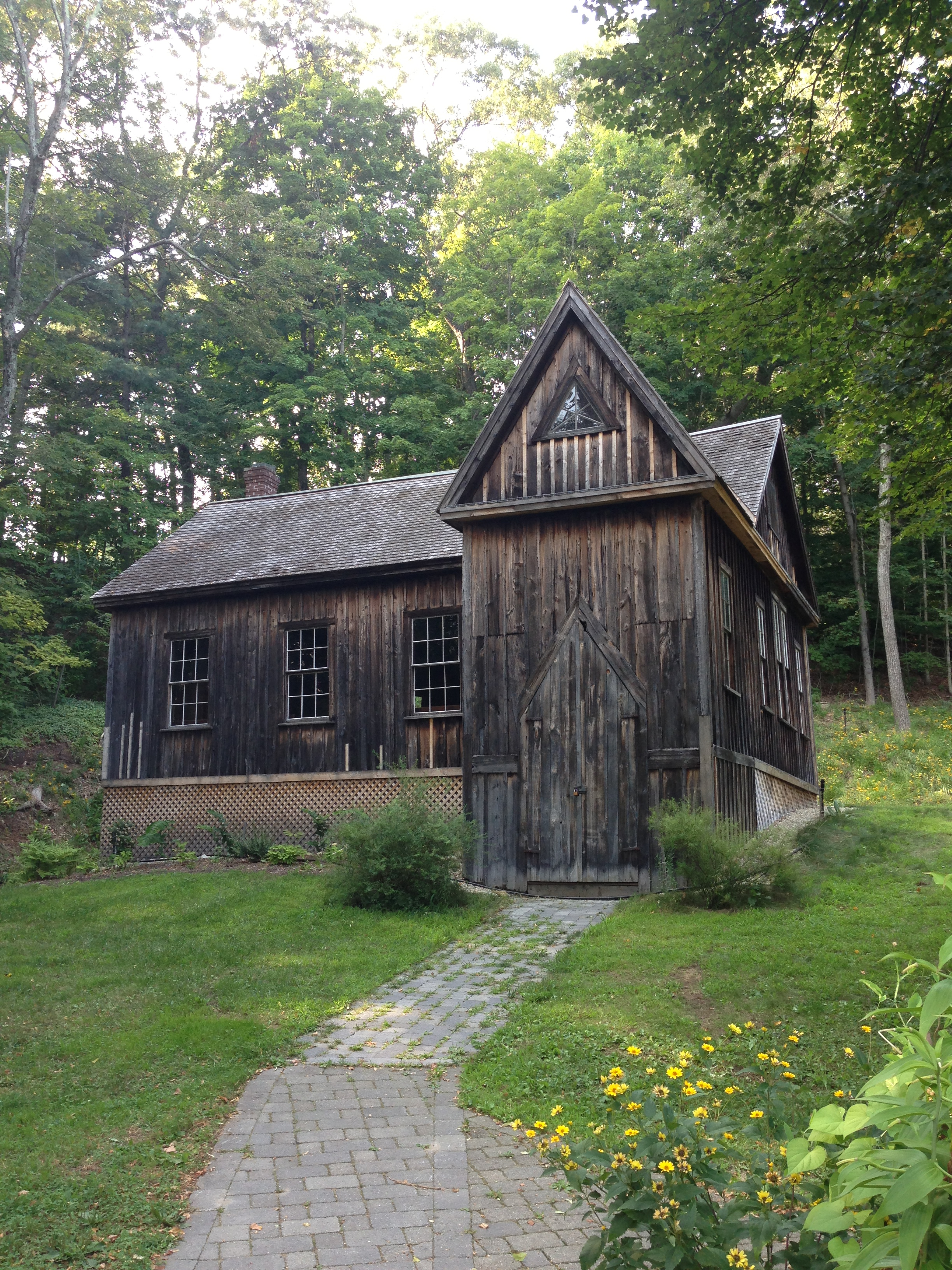
コンコード哲学学校は、エイモス・ブロンソン・オルコットと彼の家族の住まいであるオーチャード・ハウスの所有であるヒルサイドチャペルで開催されていた。

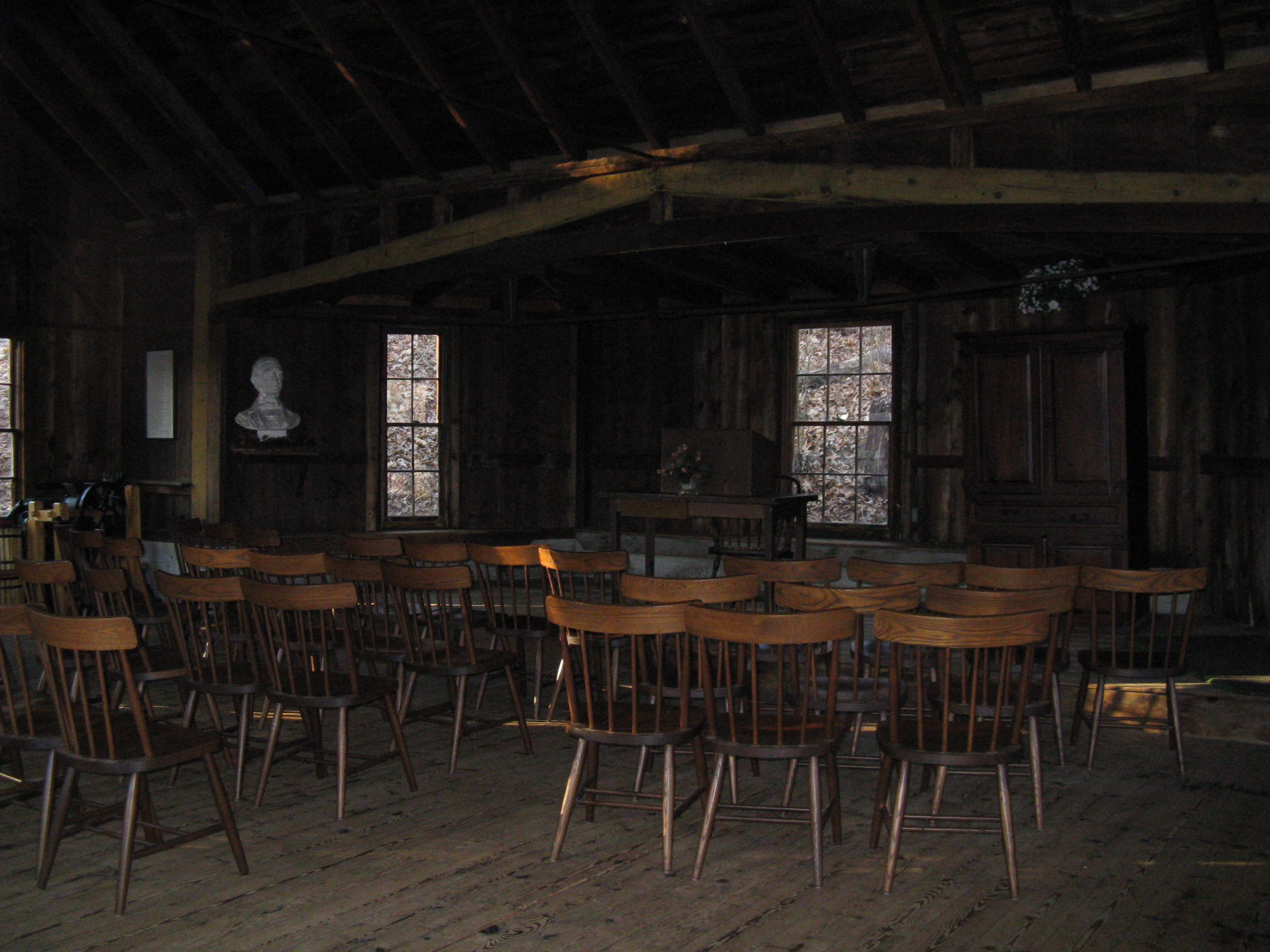
コンコード哲学学校の建物の内部

コンコード哲学学校(コンコードてつがくがっこう、Concord School of Philosophy)は、マサチューセッツ州コンコードで1789年から1888年まで開催されていた、ライシーアム運動、具体的には哲学の夏の講義と議論の一連の催しである。

## 歴史
コンコード哲学学校を始めることは、超絶主義運動の創設者エイモス・ブロンソン・オルコットらの長い間の目標であった。オルコットとフランクリン・ベンジャミン・サンボーンは1879年1月19日に学校の目論見書を作成し、それを全国の興味を持ちそうな人々に送った。
学校は1879年の夏に開校した。その最初の会合は、オルコット家のオーチャード・ハウスの書斎で開催された。ウィリアム・トリー・ハリスとブロンソン・オルコットの娘のルイザ・メイ・オルコットの財政的支援を受けて、翌年の夏に使用するために学校の新しい家が建てられた。サンボーンが学校の事務局長になった。
初年度だけで約400人、10年間で約2000人が学んだ。学校は部分的にプラトンのアカデミーから着想を得ていた。プラトン学者のハイラム・K・ジョーンズやヘーゲル学者のウィリアム・トリー・ハリス等の中西部の知識人と、ラルフ・ワルド・エマーソンやリディア・マリア・チャイルドなどの東部の知識人が一堂に集まって、講義や討論が行われた。学校の講義と朗読の多くは、超絶主義者の回想に焦点を当てていた。エマーソンは、死ぬ前に学校の会合のいくつかに出席し、その後、その記念の催しが持たれた。ヘンリー・デイヴィッド・ソローの当時未発表のジャーナルからの朗読は、最も人気のあるイベントの1つであった。さらに、他の哲学的トピックについて多くの講義があった。主に、オルコットが好む新プラトン主義とハリスが好むヘーゲル学派であるが、カントとフィヒテについても一連の講義が行われた。とりわけ最後の会合は、1888年に亡くなったオルコットを記念したものであった。新聞やゴシップは、当初この企画とブロンソン・オルコットをからかっていたが、毎年多くのイベントが開催され、人を集め高い収益を上げるようになると、学校を評価するようになった。
ブロンソンたちは、入学に全く条件をつけなかったので、聴講生には西洋事情や古典に詳しい人も、そうでない人もいた。本岡亜沙子は「講堂には、学者もいれば「哲学者の卵」もいて、興味本位で受講する観光客や、「不死」という講義テーマと哲学者名だけに反応し、自宅で飼う亀三匹のさらなる長寿を願って、それぞれにプラトン、ソクラテス、ダンテと名付ける人もいるという状況だったのである」と、その雑然とした様を説明している。
このような、古典の表層的なイメージのみに興味を持つ傾向は、南北戦争後期のアメリカに見られるものであった。当時大学では、自然科学系の学問への需要の高まりから選択科目制が導入され、学生の古典離れが起こり、それまで必修であったギリシャ語とラテン語の履修者が激減し、原典購読を通した徳性の涵養の伝統は衰退し、古典は学生たちの知識自慢の道具へと矮小化されていた。また、工業化の進展で芸術作品が比較的安く複製できるようになったことで、市井の人々は古典のレプリカの絵画や彫刻を購入して満足するようになっていた。
パトロンのルイザ・メイ・オルコットとその姉のアンナは、最初の2、3年、400名もの参加者たちのために、装飾、もてなし、料理、掃除を担当した。長い時間を取られる重労働であり、二人はイベント全体の負担の大きさを感じた。父が人々に認められるようになったことは誇りに思っていたが、幼少期から哲学者を自任する父の浮世離れした信念と行動に振り回され、苦労を重ねており、また、ルイザは父を含む哲学者達の思索は時間の浪費で退屈なものだと考えていたことから、コンコード哲学学校とも父の友人たちとも距離を取り、関わらないようになった。やがて、企画と準備は手伝うが、開催が近づくと家族とともに町を離れるようになった。

## 推薦図書
- Austin Warren.: "The Concord School of Philosophy." New England Quarterly 2:2 (April 1929), 199-233.